# Liste der Monuments historiques in Tilloy-lez-Marchiennes
Die Liste der Monuments historiques in Tilloy-lez-Marchiennes führt die Monuments historiques in der französischen Gemeinde Tilloy-lez-Marchiennes auf.

## Liste der Objekte
| Bezeichnung                            | Beschreibung                  | Standort                    | Kennzeichnung | Schutzstatus | Datum | Bild |
| -------------------------------------- | ----------------------------- | --------------------------- | ------------- | ------------ | ----- | ---- |
| Skulptur Christus am Kreuz (gestohlen) | Holz, bemalt, 18. Jahrhundert | in der Chapelle du Calvaire | PM59003540    | Inscrit      | 1978  |      |